# Apyrgota alienata
Apyrgota alienata är en tvåvingeart som först beskrevs av Walker 1862.  Apyrgota alienata ingår i släktet Apyrgota och familjen Pyrgotidae.
Artens utbredningsområde är Moluckerna. Inga underarter finns listade i Catalogue of Life.